# Czerwony Fort

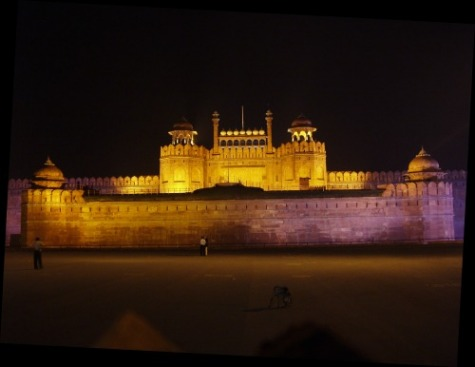
Fort Delhi nocą

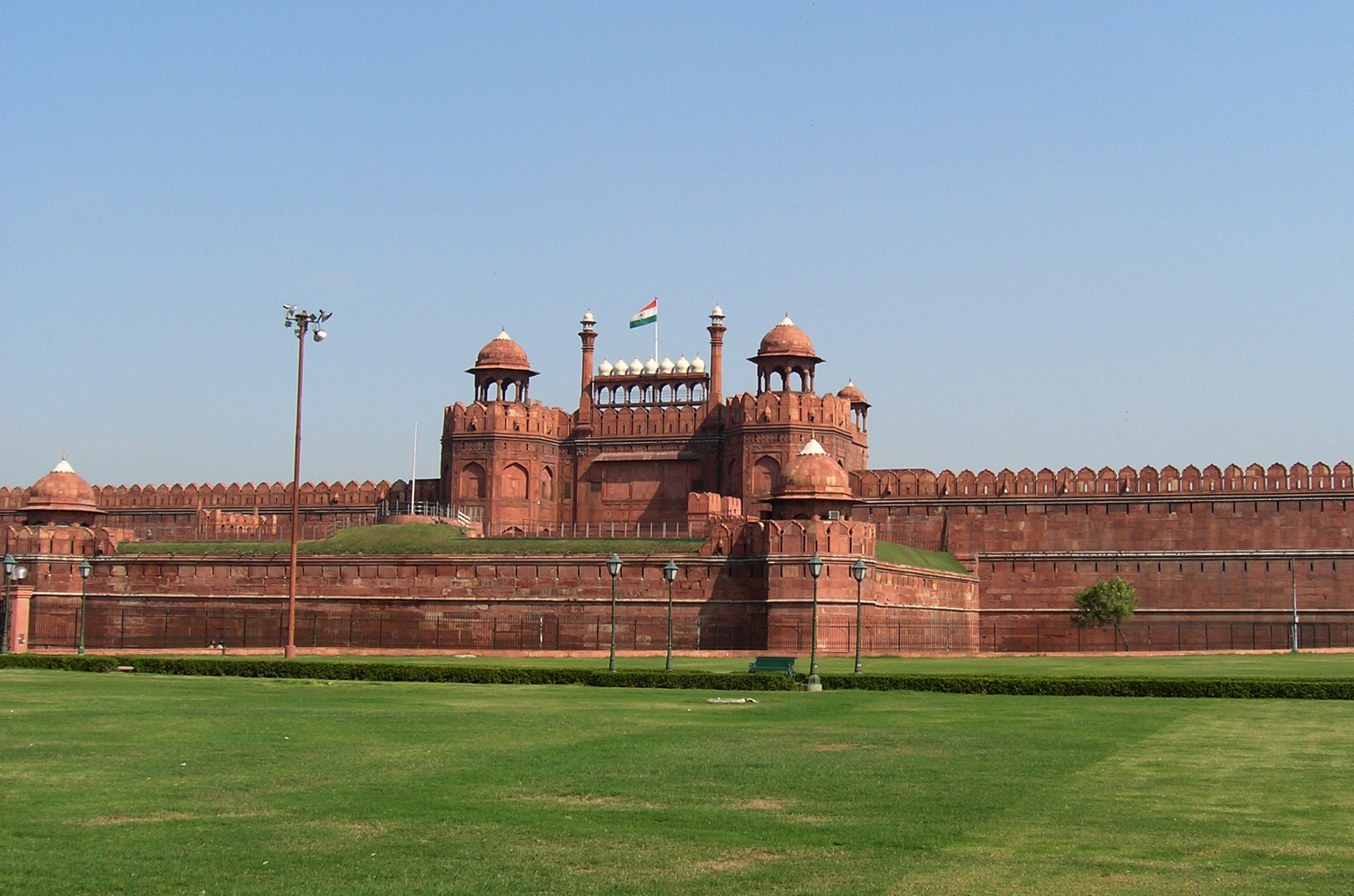
Widok z tyłu

Czerwony Fort (Lal Qil'ah lub Lal Qila) – kompleks budowli fortecznych w Delhi, w Indiach. W 2007 roku kompleks został wpisany na listę światowego dziedzictwa UNESCO.

## Historia
Czerwony Fort był pałacem w nowej stolicy Szacha Dżahana – znajdował się w jednym z siedmiu starożytnych miast Delhi – Shahjahanabadzie. Szach przeniósł stolicę z Agry, aby podnieść wagę swojej władzy i po to, by mieć okazję wprowadzić w życie swoje pomysły na wielkie budowle. Czerwony Fort znajduje się we wschodniej części Shahjahanabadu. Jego nazwa pochodzi od koloru ścian tej budowli. Mur ma długość 2,5 km, a jego wysokość waha się w granicach od 16 m od strony rzeki do 33 m w stronę miasta.
Wzdłuż fortu przepływała rzeka Jamuny, która odgrywała rolę fosy – obecnie koryto rzeki znajduje się 1 km od fortu. Mur z północno-wschodniej części postawił już w 1546 roku Islam Szah Sur. Budowę obiektu rozpoczęto w 1638 i skończono w 1648 roku.
11 marca 1783 Czerwony Fort zajęli sikhowie. W XVIII wieku została zniszczona część zabudowań. Od 1903 roku prowadzony jest program jego ochrony i odbudowy.

## Dzisiejsze znaczenie
Fort był wykorzystywany przez Brytyjczyków jako kwatera armii. Po roku 1947 stała się kwaterą wojsk indyjskich. Od 2003 r. został oddany do użytku turystycznego. Jest jednym z najpopularniejszych obiektów turystycznych w Delhi – przyciąga każdego roku miliony odwiedzających. Jest on również symbolem uzyskania niepodległości w 1947 r. i uwolnienia się spod panowania Wielkiej Brytanii.
W 2000 roku fort stał się miejscem ataku terrorystycznego grupy Laszkar-i-Toiba, która zabiła dwóch żołnierzy i jednego cywila. 